# Herb Hall
Herbert Hall (Reserve (Louisiana), 28 maart 1907 – San Antonio (Texas), 5 maart 1996) was een Amerikaanse jazz-klarinettist en altsaxofonist.

## Biografie
Herb was de broer van Edmond Hall en zoon van klarinettist Edward Hall. Hij begon op de banjo bij de Niles Jazz Band (1923–25), daarna koos hij voor rietinstrumenten. In 1926 speelde hij met Kid Augustin Victor in Baton Rouge, een jaar later verhuisde hij naar New Orleans. Hij speelde kort met Sidney Desvigne, daarna speelde hij jarenlang met Don Albert (1929–'40) met wie hij naar San Antonio verhuisde om hier tot 1945 te wonen.
Hierna verhuisde hij naar Philadelphia waar hij speelde met Herman Autrey. In New York werkte hij samen met Doc Cheatham (1955), een jaar later toerde hij door Europa met Sammy Price (1955–56). Eind jaren vijftig en in de jaren erna speelde hij vaak in de New Yorkse clubs van Jimmy Ryan en Eddie Condon. In 1968-69 toerde hij met Wild Bill Davison's Jazz Giants, vervolgens werkte hij enige tijd met een offshoot van The Jazz Giants: "Buzzy's Jazz Family" met Herman Autrey, Benny Morton, Sonny Drootin, Eddie Gibbs en leider Buzzy Drootin op de drums. Hij werkte in de jaren 70 met Don Ewell. Dat decennium trad hij ook op in Bob Greene's Jelly Roll Morton-revue.

## Discografie
- Old Tyme Modern (Sackville, 1969)
- Clarinet Duets with Albert Nicholas  (GHB, 1969)[1]
- John - Doc & Herb met Fessor's Nighthawks (Storyville, 1979)